# Wang Yin

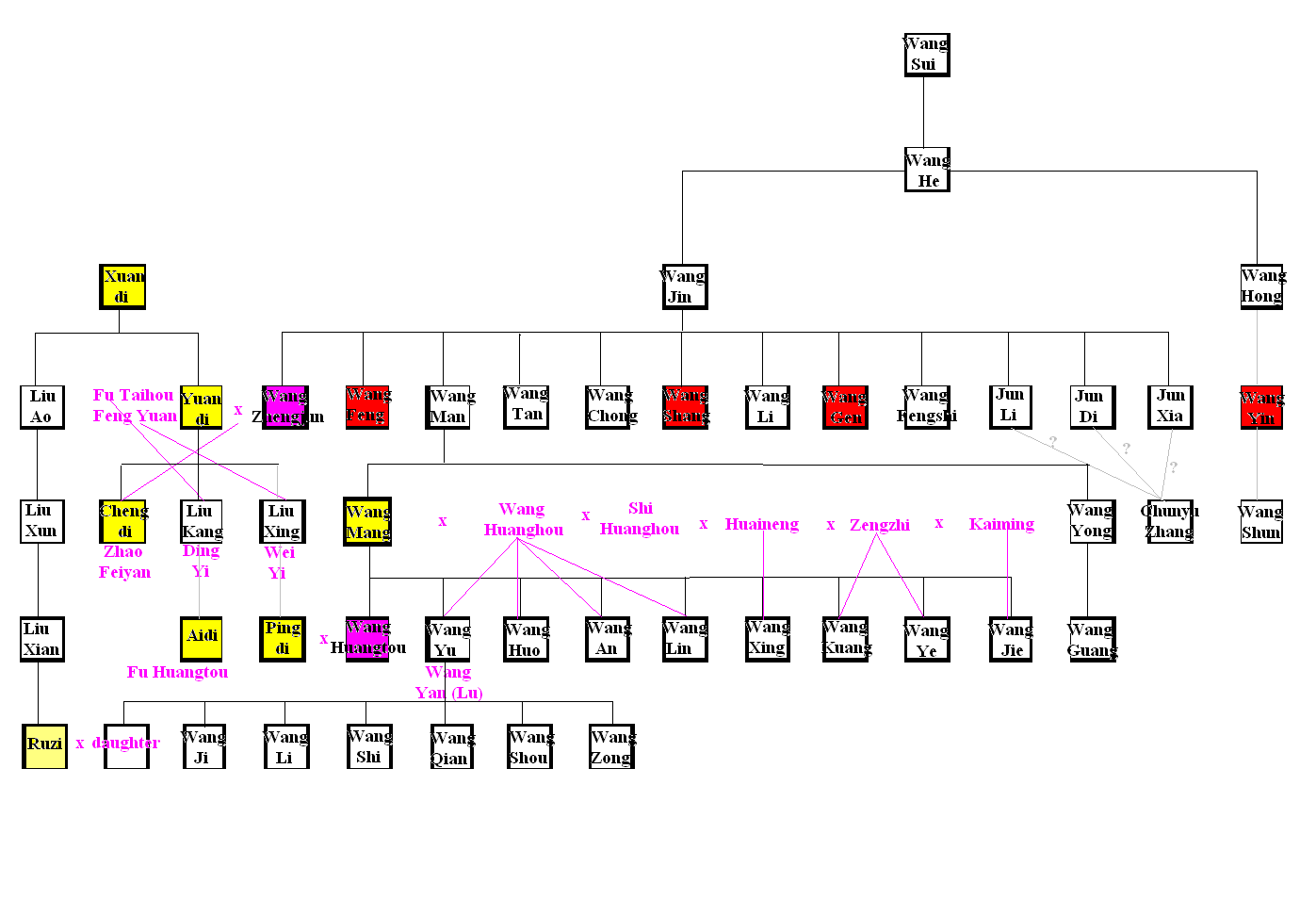
Stamboom van de familie Wang

Wang Yin (†15 v.Chr.) was een hoge Chinese functionaris uit de eerste eeuw v.Chr. en tussen 22 en 15 v.Chr. opperbevelhebber (Da Sima, 大司馬), de op dat moment belangrijkste functie in het keizerrijk

## Biografie
Wang Yin behoorde tot de familie van keizer Wang Mang. Hij was de zoon van Wang Hong en een neef van keizerin Wang Zhengjun. In 22 volgde hij zijn neef Wang Feng op als opperbevelhebber en werd daarmee de belangrijkste functionaris in het keizerrijk. In 20 ontving hij de titel 'markies van Anyang' (Anyang hou, 安陽侯) met de bijbehorende landgoederen. Ban Gu vermeldde in de Hanshu dat keizer Cheng door Wang Yin werd vermaand vanwege zijn nachtelijke pleziertochtjes door de hoofdstad. Toen in 19 v.Chr. een aantal fazanten tijdens een ceremonie neerstreek op een gebouw van het keizerlijk paleis, werd dat uitgelegd als een ongunstig voorteken. Keizer Cheng diende zijn gewoontes te veranderen, zodat er alsnog een troonopvolger zou kunnen worden geboren. Wang Yin stierf in 15 v.Chr. en werd als opperbevelhebber opgevolgd door zijn neef Wang Shang, met wie hij zeer bevriend was. Als markies van Anyang werd Wang Yin opgevolgd door zijn oudste zoon Wang Shun (†11 na Chr.), die uitgroeide tot een van de trouwste bondgenoten van keizer Wang Mang.